# Nierita
La nierita és un mineral de la classe dels elements natius. Nom atorgat en honor d'A. O. Nier (1912-1994), responsable del mesurament, ara acceptat, de la composició N-isòtop atmosfèrica. També, tingué un paper important en l'espectrometria de masses (espectrometria de masses d'isòtops especialment estable).

## Classificació
La nierita es troba classificada en el grup 1.DB.05 segons la classificació de Nickel-Strunz (1 per a Elements; D per a Carburs i nitrurs no metàl·lics i B per a Nitrurs no metàl·lics; el nombre 05 correspon a la posició del mineral dins del grup). En la classificació de Dana el mineral es troba al grup 1.3.10.1 (1 per a Elements natius i aliatges i 3 per a semi-metalls i no metalls; 10 i 1 corresponen a la posició del mineral dins del grup).

## Característiques
La nierita és un mineral de fórmula química Si₃N₄. Cristal·litza en el sistema trigonal. La seva duresa a l'escala de Mohs és 9. És un nitrur natural molt rar, originalment format en pols d'estrelles i sovint també es troba en meteorits.

## Formació i jaciments
S'ha descrit a Europa, Àfrica, Àsia, Austràlia i a l'Amèrica del Nord.